# Pedro Salvador (pintor)

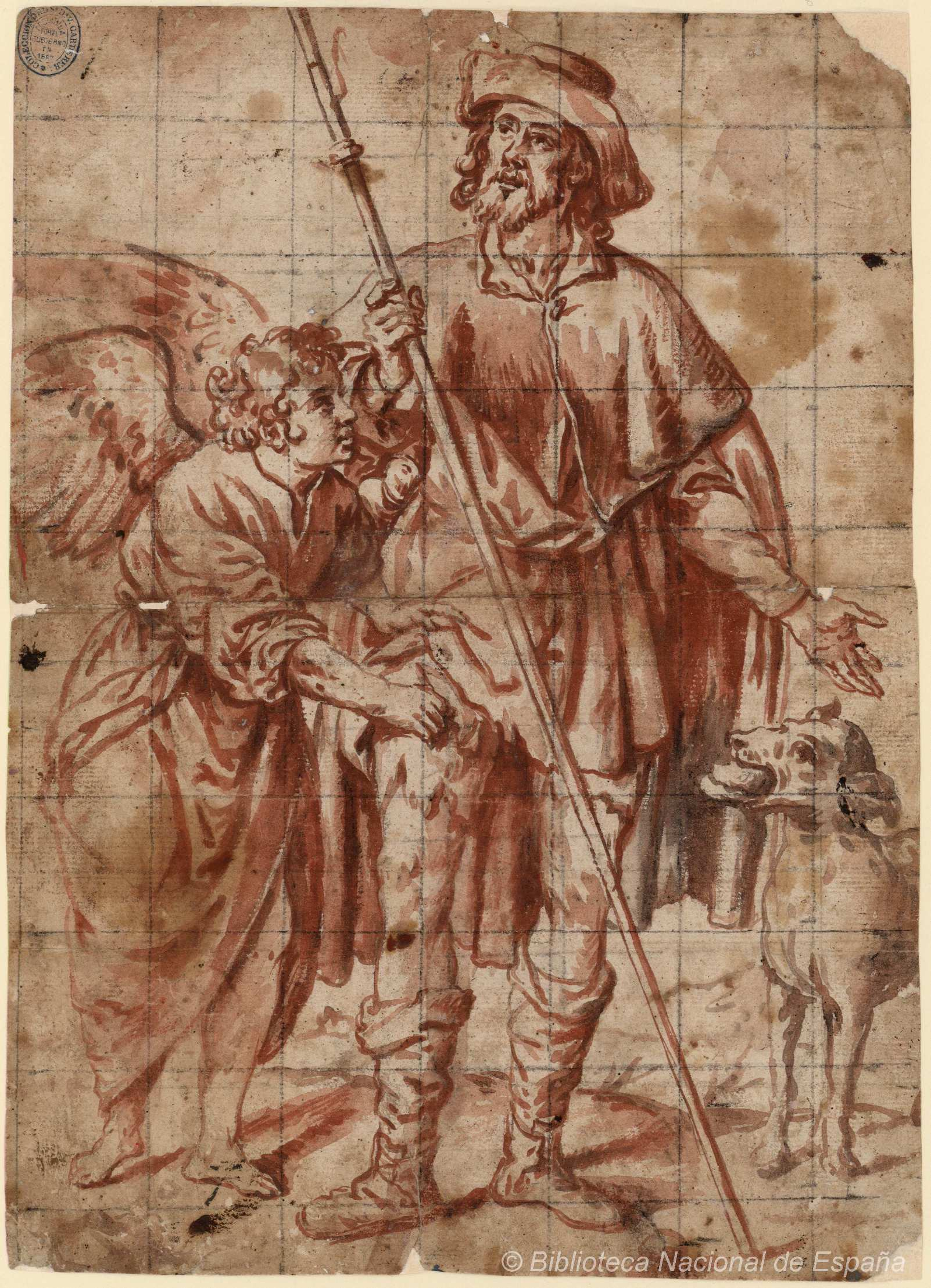
San Roque, dibujo a pincel, tinta y aguadas sepia y parda. Dibujo previo para una de las pinturas de las puertas del retablo mayor de Bocairente. Madrid, Biblioteca Nacional de España.

Pedro Salvador fue un pintor barroco español activo en el Reino de Valencia donde se le documenta entre 1624 y 1678, padre de los también pintores Luciano y Vicente Salvador Gómez.
Pedro Salvador aparece en la documentación ya como pintor formado, mayor de edad y con capacidad para contratar en 1626, cuando otorga poder para cobrar a Felipe Alfonso, notario, un retrato que le ha pintado. El 21 de junio de 1630 su mujer, Genoveva Viñoles, enferma y embarazada, hace testamento. Deja como herederos a su hijo Juan Bautista y al póstumo y 40 libras para misas y gastos de entierro. Solo unos días después, el 26 de junio, la misma Genoveva y los criados comparecen ante el notario para declarar que Pedro Salvador está muy enfermo y desea testar, pero que no tiene bienes para hacerlo pues lo que tiene no es suficiente para pagarle la dote a su mujer, por lo que esta le cede la dote, 20 libras, que deja para misas. Ambos sobreviven a la enfermedad y en 1633 cobran los dos de Francisco Ferris y Baltasar Rubio, labradores y jurados de Faura, al norte de la provincia de Valencia, 50 libras a cuenta de otras 150 que se les deben por la pintura y dorado del retablo mayor de dicha villa.
En 1643 recibió el encargo de pintar las puertas del retablo mayor de la iglesia de la Asunción de Bocairente. De los veinte lienzos de los que constaba el encargo se conservan en la misma iglesia los que representan a San Antonio de Padua, San Roque, del que hay dibujo preparatorio en la Biblioteca Nacional, Santa Águeda, Santa Bárbara y Santo Tomás de Villanueva. Por otros documentos hay constancia de trabajos hechos en 1645 para Rubielos de Mora, Teruel (San Joaquín con la Virgen y Santa Ana, además de otros cuatro cuadros de asunto no especificado), la cofradía de la Santísima Sangre de Segorbe, a la que en 1657 reclamaba 30 libras que se le deben de las 90 acordadas por ciertas pinturas no concretadas en la reclamación, y Benimodo, en 1659, localidad para la que había pintado con destino al retablo mayor de su iglesia una Purísima Concepción, el Padre Eterno del ático, el Salvador del sagrario, y para los pedestales San Joaquín, Santa Ana, San Miguel y San José, con otros dos cuyo asunto no se cita, todo ello por valor de 30 libras.
Lo que de su pintura se conoce se completa con tres lienzos firmados: Santa Teresa de Jesús rechazando las tentaciones, fechado en 1654, parte de una serie de seis lienzos dedicados a la vida de la santa inspirados en estampas flamencas, procedentes del convento de carmelitas descalzos de San Felipe de Valencia e ingresados tras la desamortización en el Museo de Bellas Artes de Valencia, la Cena de Emaús de la iglesia parroquial de Náquera, 1655, pareja de una Flagelación de Cristo, y San Honorato obispo y san Lorenzo mártir, de la iglesia de San Esteban de Valencia, en su composición deudor aún de los retablos escurialenses con parejas de santos, obra bien representativa de su producción caracterizada por el dibujo correcto pero inexpresivo en los rostros y las tonalidades claras, que lo distinguen de la influencia dominante de Espinosa en Valencia con sus fondos terrosos.